# Агия Параскеви (Червена гора)
Вижте пояснителната страница за други значения на Агия Параскеви.
Агия Параскеви (на гръцки: Αγία Παρασκευή) е село в Гърция, в дем Кожани, област Западна Македония.

## География
Селото е разположено на 610 m надморска височина, на около 12 km южно от град Кожани в планината Червена гора.

## История

### Античност
Край селото, до съвременната църква „Света Параскева“, се намира частично запазена раннохристиянска базилика от VI век.

### В Османската империя
В 1528 година Агия Параскеви има 34 домакинства със 153 жители.
В края на XIX век Агия Параскеви е гръцко християнско село в южната част на Кожанската каза на Османската империя. Александър Синве ("Les Grecs de l’Empire Ottoman. Etude Statistique et Ethnographique"), който се основава на гръцки данни, в 1878 година пише, че в Праскеви (Paraskévi) живеят 130 гърци.
Според статистика на Серфидженския санджак на гръцкото консулство в Еласона от 1904 година в Агия Параскеви (Αγία Παρασκευή), Кожанска каза, живеят 100 гърци елинофони християни.
Според гръцка атинска статистика от 1910 година в Агия Параскеви има 190 православни гърци.

### В Гърция
През Балканската война в 1912 година в селото влизат гръцки части и след Междусъюзническата в 1913 година остава в Гърция.
В селището функционира начално училище. Особено тържествено се отбелязва Лазаровден, когато се изпълняват традиционните за този празник обреди.
Традиционно населението се занимава с отглеждане предимно на жито, картофи, както и със скотовъдство.
| Година    | 1913 | 1920 | 1928 | 1940 | 1951 | 1961 | 1971 | 1981 | 1991 | 2001 | 2011 | 2021 |
| --------- | ---- | ---- | ---- | ---- | ---- | ---- | ---- | ---- | ---- | ---- | ---- | ---- |
| Население | 249  | 268  |      | 386  | 474  | 568  | 524  | 583  | 628  | 677  | 637  | 581  |